# Till Eulenberg
Till Raoul Hugo Eulenberg (* 4. Februar 1906 in Düsseldorf-Kaiserswerth; † 1. Dezember 1976 ebenda) war ein deutscher Journalist und Verleger.
Der älteste Sohn von Herbert Eulenberg und Hedda Eulenberg gründete nach langjähriger Lehrzeit in Paris und London  1929 in Kaiserswerth das literarische Vertriebsbüro Die Faehre, das in erster Linie die Nachdruckrechte der im Rheinischen Dichterbund zusammengeschlossenen Autoren von Rudolf G. Binding bis René Schickele vertrat. 1936 wurde ihm wegen politischer Unzuverlässigkeit die zur Leitung einer solchen Korrespondenz neu eingeführte Qualifikation des Schriftleiters abgesprochen. Er ging in die Werbung eines Berliner pharmazeutischen Werkes und kehrte nach seinem Kriegsdienst bei der Marine 1945 in sein Vaterhaus zurück. Sein Verlag Die Faehre gehörte zu den ersten in Düsseldorf nach dem Krieg lizenzierten Buchverlagen. In diesem Unternehmen widmete er sich vor allem den Werken seines Vaters, gab das Memoirenbuch seiner Mutter Im Doppelglück von Kunst und Leben heraus, edierte Hans Müller-Schlössers Wörterbuch Wie der Düsseldorfer denkt und spricht und hatte einen weiteren großen Erfolg mit die maér von der musa expressionistica von Alfred Richard Meyer.